# Der Hafen hilft!
Der Hafen Hilft! e. V. ist eine humanitäre Soziallogistik-Hilfsorganisation mit Sitz in Hamburg, die 2009 aus dem Umfeld von Beschäftigten des Hamburger Hafens heraus gegründet wurde und seitdem unter dem Motto „Spenden statt wegwerfen“ Sachspenden über anerkannte wohltätige und soziale Einrichtungen an bedürftige Personen im Großraum Hamburg vermittelt. Zudem organisiert Der Hafen hilft! Transporte von Hilfsgütern in Krisengebiete im In- und Ausland, etwa in die Gebiete der deutschen Hochwasserkatastrophe von 2021 oder seit 2022 auch in die Ukraine bzw. angrenzende Länder.

## Geschichte

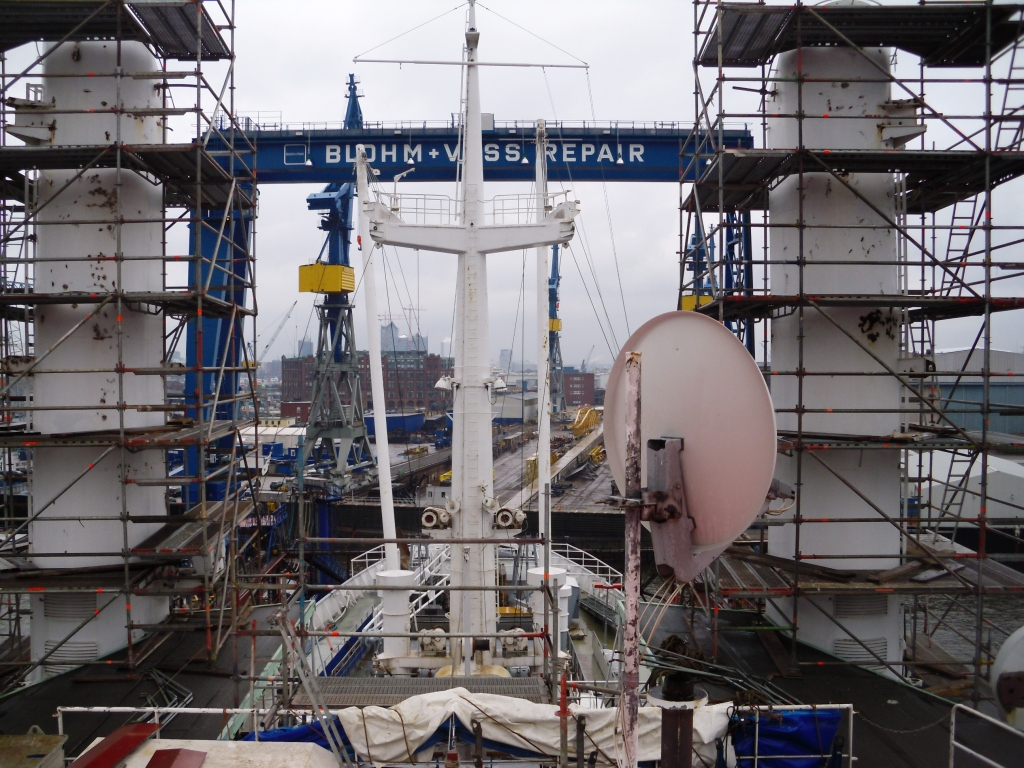
Überholung der Cap San Diego im Schwimmdock 3 von Blohm + Voss Repair

Der Hafen hilft! e. V. wurde 2009 von der damals bei der Hamburger Werft Blohm + Voss beschäftigten Schiffsingenieurin Anja van Eijsden gegründet. In der Vereinssatzung wird die Arbeit unter anderem beschrieben mit

„… Errichtung, Erhaltung und den Ausbau eines Hilfsnetzwerks …, in dem Spender vornehmlich aus der Hafenwirtschaft an hilfesuchende anerkannte gemeinnützige Einrichtungen vermittelt werden und umgekehrt“

Die Idee einer neuartigen soziallogistischen Plattform zur Umverteilung von Sachspenden entstand unter anderem aus van Eijsdens Beobachtung heraus, dass bei Umbauten und Reparaturen von Schiffen oft große Teile des Bordmobiliars – etwa der Kabinen –erneuert werden und dabei noch gut verwendbare Gegenstände entsorgt werden. Im Jahr darauf zählte der Verein 50 Mitglieder und ca. 30  Unterstützer, darunter Firmen aus den Bereichen Technik und Handwerk. Ausrangiertes Schiffsmobiliar entgegenzunehmen und weiter zu verteilen blieb ein Schwerpunkt der Tätigkeit. 2010 spendete die Reederei des Kreuzfahrtschiffs Queen Victoria Bücher, Bettwaren und Kleinmöbel, 2017 wurde eine Groß-Sachspende des Kreuzfahrtschiffs und Transatlantikliners Queen Mary 2 an Hamburger Einrichtungen der Flüchtlingshilfe und an Seniorenheime vermittelt. Seitdem besteht eine regelmäßige Kooperation zwischen der Reederei Cunard und dem Verein. 2022/23 lag die Arbeit des Vereins im Schwerpunkt auf der Hilfe für Geflüchtete vor allem aus der Ukraine und entsprechenden Zulieferungen für Unterkünfte. In Sachen Auslandsarbeit kam das Engagement im neu gegründeten Bündnis der „Hafenbrücke Hamburg-Odessa“ zusammen mit u. a. der HHLA dazu sowie aktuell 2023 umfangreiche Kooperationen hinsichtlich der Erbeben in der Türkei und Syrien.

## Struktur und Arbeitsweise
Heute (Stand: 2022) hat der e. V. knapp 160 Mitglieder und wird von einem dreiköpfigen Vorstand geführt. Er unterhält eine eigene Logistik mit Lager und Fahrzeugen, ein Netzwerk von regelmäßigen freiwilligen Helfern und beschäftigt 6 feste Mitarbeiter. Der Verein bezieht keine öffentlichen Mittel und finanziert sich ausschließlich über private Spenden und Strukturförderung von Stiftungen sowie über Kooperationen mit Firmen und anderen Partnern. Alle sechs Monate veröffentlicht Der Hafen hilft! einen detaillierten so genannten Halbjahresbericht auf seiner Website, um Mitglieder, Helfer, Spender, Begünstigte und Medien sowie die allgemeine Öffentlichkeit über die bisherige Arbeit, neue Entwicklungen und aktuelle Vorhaben zu informieren.
Der Verein unterhält eine Online-Plattform, auf der registrierte Nutzer Sachspenden anbieten oder suchen können. Soziale Einrichtungen sind überall zugangsberechtigt, Privatpersonen oder Firmen dürfen nur Sachspenden anbieten, nicht beziehen. Lagerung, Transport und sonstige Logistik für die Hilfsgüter der Begünstigten oder auch die der Geber stellt Der Hafen hilft! bei Bedarf über vereinseigene Ressourcen oder über sein ehrenamtliches Helfernetzwerk.

## Rezeption
„Jeden Tag werden Dinge weggeworfen, die eigentlich noch gut in Schuss sind, etwa weil sie nicht mehr gefallen, nicht mehr zeitgemäß sind oder nicht mehr den gewünschten Standards entsprechen. Der Verein ‚Der Hafen hilft!‘ sorgt dafür, dass diese Dinge sozial benachteiligten Menschen zugutekommen.“

„Der Hafen hilft sind engagierte, dem Hamburger Hafen verbundene Unternehmen und Privatpersonen. Auf der InternetPlattform können Firmen und Privatleute kostenlos Möbel und Hausrat, aber auch Dienstleistungen als Spende wie eine Kleinanzeige einstellen. Soziale Einrichtungen und Verbände können bei Bedarf mit Spendern Kontakt aufnehmen. Umgekehrt stellen auch Einrichtungen ihre Wünsche online, damit gezielt Hilfe angeboten werden kann. ‚Der Hafen hilft hat ein riesengroßes Herz für Bedürftige und deren Sorgen und ist völlig unbürokratisch. Danke für unzählige Hilfsaktionen‘, schrieb Ingo Schröder auf dem Danke-Formular …“

„Die Beantragung der Erstausstattung kann erst bei Entlassung erfolgen, doch gelingt es häufig über andere Wege, die wichtigsten Gegenstände günstig zu beschaffen. Dieser Kraftakt gelingt auch, weil wir mit anderen Trägern kooperieren, darunter insbesondere das Projekt »Der Hafen hilft e. V.«. Dieses Angebot stellt für soziale Einrichtungen und ihre Klientel Möbel u. a. zur Verfügung, die von Kreuzfahrtschiffen, aber auch einzelnen Spendern kommen.“

## Trivia
Die Gründerin und erste Vorsitzende von Der Hafen hilft!, Anja van Eijsden, ist bis 2002 erst als Mannschaftsdienstgrad (Matrose), später als Schiffsbetriebstechnikerin mit dem „2. seemännischen Patent“ auf Container- und auch Kreuzfahrtschiffen etliche Jahre zur See gefahren.
Im Herbst 2021 beteiligte sich der Verein an einer bundesweit Aufsehen erregenden Benefiz-Aktion und -Auktion, bei der unter anderem eine Statistenrolle im Hamburger Tatort mit Wotan Wilke Möhring und Franziska Weisz zum Wohle des offenen Betriebs des Hamburger Michels in der Corona-Krise versteigert wurde. 2022 wurde die Versteigerung der Rolle im Rahmen einer maritim geprägten Online-Auktion von Gegenständen zusammen mit der Stiftung St. Michaelis und Hamburg Leuchtfeuer wiederholt.
2022 wurde dem langjährigen ehrenamtlichen Helfer der Organisation, Uwe Borutta, das Bundesverdienstkreuz verliehen.